# Insenatura di Britten
L'insenatura di Britten è un'insenatura larga circa 6 km all'imboccatura e lunga 14, situata sulla costa meridionale dell'isola Alessandro I, al largo della Terra di Palmer, in Antartide. L'insenatura si estende in direzione nord-sud nella costa sud-occidentale della penisola Monteverdi e la sua superficie è completamente ricoperta dal ghiaccio.

## Storia
L'insenatura di Britten è stata scoperta grazie all'analisi di fotografie satellitari scattate da uno dei satelliti Landsat nel periodo 1972-73 ed è stata così battezzata nel 1977 dal Comitato britannico per i toponimi antartici in onore del compositore inglese Benjamin Britten.